# Metoponrhis remanei
Metoponrhis remanei là một loài bướm đêm trong họ Noctuidae.